# Laboulbeniomycetes
Laboulbeniomycetes é um grupo distinto de fungos que são parasitas externos aparentes de insetos e outros artrópodes, tanto terrestres como aquáticos. Têm tamanho diminuto; os seus corpos frutíferos geralmente têm menos de um milímetro de dimensão máxima. Vivem nas antenas, nas peças bucais ou outras partes corporais dos seus hospedeiros artrópodes. Apesar de algumas espécies de Laboulbeniomycetes terem sistemas hifais "radiculares" (haustórios) mais ou menos extensos no interior dos seus hospedeiros, como grupo estes fungos aparentam não ser prejudiciais para os animais em que vivem. Geralmente são aparentes apenas em hospedeiros adultos; aparentemente artrópodes imaturos eliminam-os durante a ecdise. Alguns fungos de Laboulbeniomycetes têm indivíduos masculinos e femininos distintos, como os do género Herpomyces.

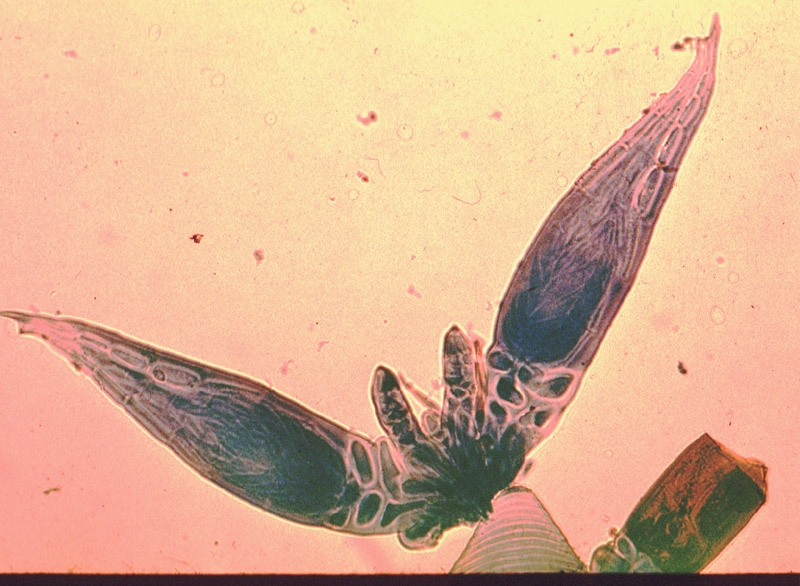
Herpomyces periplanetae

Na micrografia à direita e em baixo, podem ser vistos dois corpos frutíferos femininos de Herpomyces periplanetae em forma de ampola com 0,3 mmm de comprimento. Encontram-se cheios de ascósporos. Entre eles encontram-se dois indivíduos masculinos de menor tamanho. Abaixo, é visível parte de uma célula pé estriada. Na natureza, os corpos frutíferos assentam na célula pé, que por sua vez encontra-se em cima das antenas do inseto. Herpomyces periplanetae é um parasita muito comum nas antenas das baratas adultas do género Periplaneta, como a barata-americana, Periplaneta americana.